# Sint-Lambertuskerk (Laken)
De Sint-Lambertuskerk is een rooms-katholiek kerkgebouw te Laken, gelegen aan Sint-Lambertusplein 1.
Het betreft een neogotisch bouwwerk, gebouwd in 1906 en ingezegend in 1907. Architect was Charles De Maeght.
De eenbeukige kruiskerk werd uitgevoerd in rode baksteen met natuurstenen ornamenten. De voorgevel is symmetrisch en wordt gedomineerd door een halfingebouwde toren van vijf geledingen, gedekt door een naaldspits.
De kerk bezit een schilderij, voorstellende Het Laatste Avondmaal, van ongeveer 1650. Van 1970-1971 werd het interieur grondig vernieuwd.
Het orgel werd gebouwd door Salomon De Bever en is van 1916.